# Banteay Srei
Le temple de Banteay Srei (la citadelle des femmes, ou de la fortune ou de Lakshmi les deux mots sanskrits strī et śrī devenant homonymes en khmer) est situé sur le site de l'ancienne ville d'Iśvarapura (la cité du seigneur, c'est-à-dire la cité de Shiva) à 20 km au nord-est d'Angkor au Cambodge. Banteay Srei est situé à 20 km au nord-est de Bayon, dans le site de l’ancienne ville d’Isvarapura, près de la montagne de Phnom Dei qui possède également un temple en son sommet édifié un peu antérieurement.

## Histoire

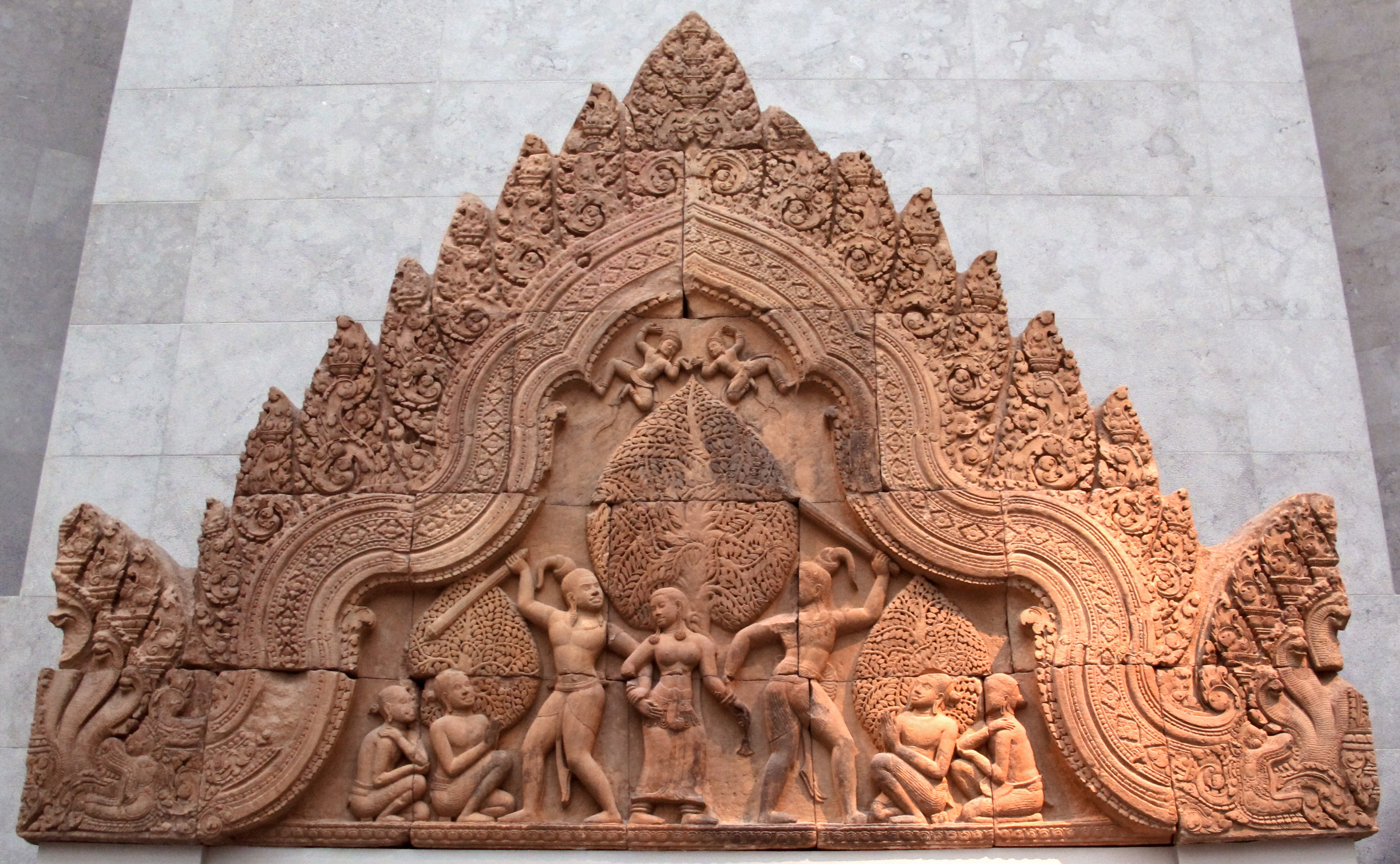
Fronton. Porche ouest du gopura III. Est de Banteay Srei, province de Siem Reap, Cambodge. Style de Banteay Srei, vers 967. Grès, H. 195, L. 269, P. 64 cm, musée Guimet, Paris.

Ce temple a été construit au Xe siècle dans du grès rose, et probablement consacré en 967, sous le règne de Jayavarman V. Il fut dédié à Tribhuvanamaheśvara (Shiva Seigneur des Trois Mondes).

### Affaire de pillage d'André Malraux
En 1923, pour combler de grosses pertes d'argent sur des actions mexicaines, André Malraux qui ne souhaite pas travailler, grand amateur du musée Guimet, a appris l'existence d'un temple quelque peu oublié, ce qui lui donne une idée, « en vendant quelques statues, cela leur permettrait de vivre deux à trois ans » comme il l'écrit dans La Voie royale, son premier livre. Il obtient une autorisation du gouvernement français pour réaliser une étude.
Cherchant à dérober des bas-reliefs et autres éléments du site encore peu connu, André Malraux, sa femme Clara et son ami Louis Chevasson furent pris en flagrant délit de pillage archéologique quand ils sont repassés par Phnom Penh grâce à l'intervention énergique de Georges Groslier.
Georges Groslier (1887-1945), et l'École Française d'Extrême Orient (EFEO) avaient été prévenus par un des guides khmers de Malraux, Clara et Chevasson.
En effet, en 1918, Georges Groslier ; le père de Bernard-Philippe Groslier (1926-1986) un des conservateurs d'Angkor, avait organisé l’École des Arts cambodgiens, véritable lieu de transmission du savoir-faire des anciens « maîtres » vers les apprentis artisans du pays. Sa loyauté vis-à-vis du patrimoine du Cambodge était sans faille, Georges Groslier joua un rôle décisif dans l'arrestation de Malraux et de ses complices.
Malraux et ses deux acolytes avaient découpé, transporté et donc volé soit une tonne de pierres sculptées et trois grands morceaux de bas-reliefs de Banteay Srei. La police découvrit notamment la chevelure de deux Apsaras dans le sac de Clara Goldschmidt-Malraux,.

### Restauration de Banteay Srei par Henri Marchal
Les sculptures découpées par Malraux furent déposées au musée national de Phnom Penh avant d'être intégrées dans la restauration du monument conduite par Henri Marchal, le deuxième conservateur d'Angkor, dès 1924 afin de mettre un terme à de telles exactions.
C'est au cours de cette restauration exemplaire qu'il fut décidé de protéger deux frontons dans des musées. Le premier a été envoyé au musée national de Phnom Penh, le second, a été offert à la France en témoignage de la restauration et est conservé, depuis 1936, au musée Guimet, à Paris.
C'est sur ce site qu'à partir de 1931, l'équipe de l'EFEO dirigée par Henri Marchal mit au point la restauration par anastylose qui a permis de redonner tout leur lustre à plusieurs autres monuments d'Angkor (Baphuon, terrasse du Roi lépreux notamment). En effet, Henri Marchal avait observé  les principes de l'anastylose appliqués sur le temple de Borobudur à Java en Indonésie avec les travaux menés entre 1907 en 1911 par Theodoor van Erp (1874-1958), officier ingénieur de l’armée royale néerlandaise. Cette méthode de restauration consiste à démonter méticuleusement le monument pierre par pierre pour en faire une inventaire précis, à les numéroter puis à les nettoyer. Pendant ce temps, les fondations sont consolidées. On reconstruit ensuite le monument sur base des dessins, plans et clichés préalablement réalisés et en remplaçant discrètement les pièces manquantes.

### Restauration Suisse de 2001 à 2006
Fortement dégradé par le ruissellement, le pillage et le vandalisme, le temple a été à nouveau restauré de 2001 à 2006 par une équipe suisse de l’Université de Genève et de l’École polytechnique fédérale de Lausanne, financée par la Direction du développement et de la coopération (DDC), ainsi que par le gouvernement cambodgien.

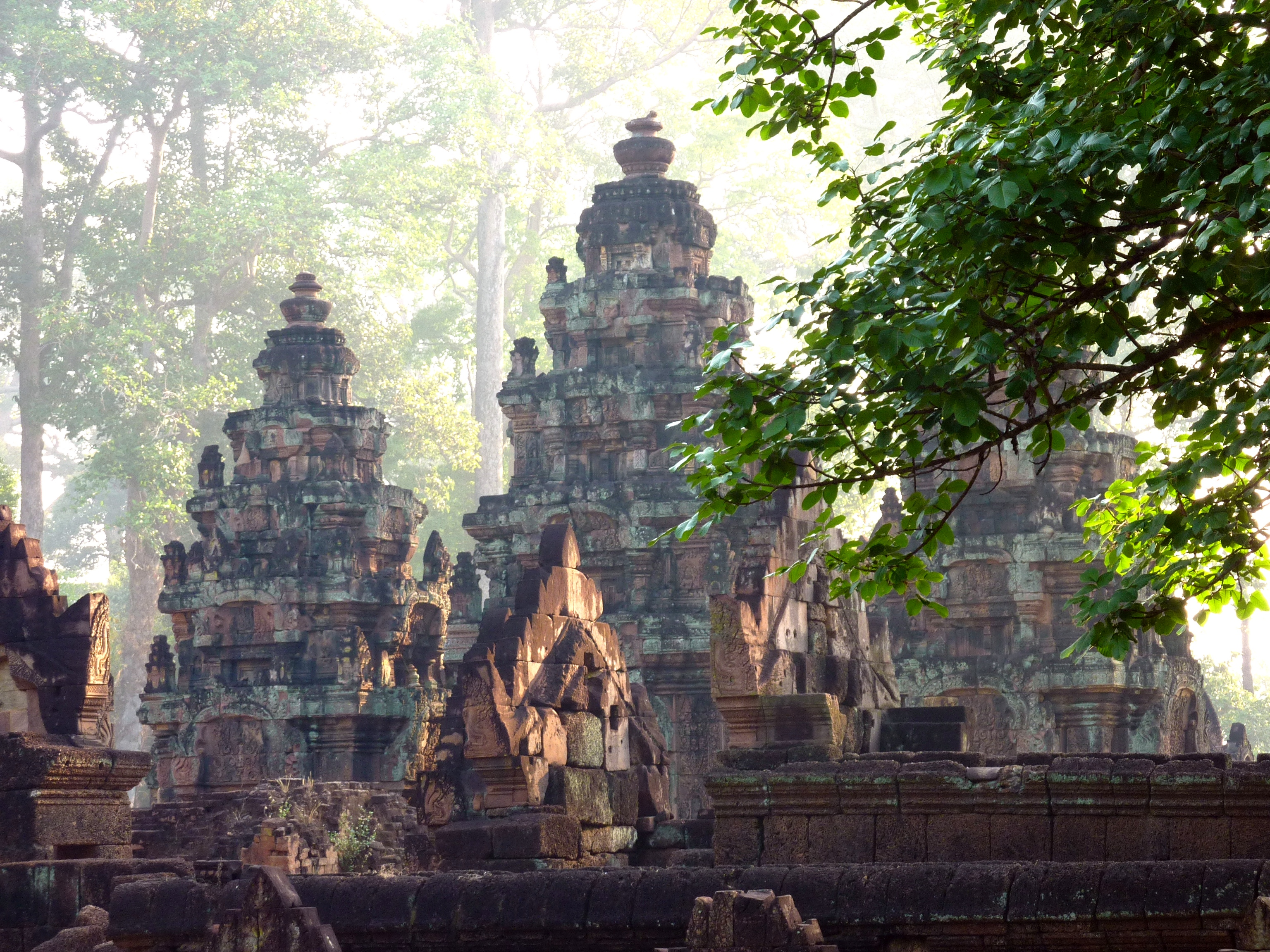
Les trois sanctuaires dans la lumière matinale.
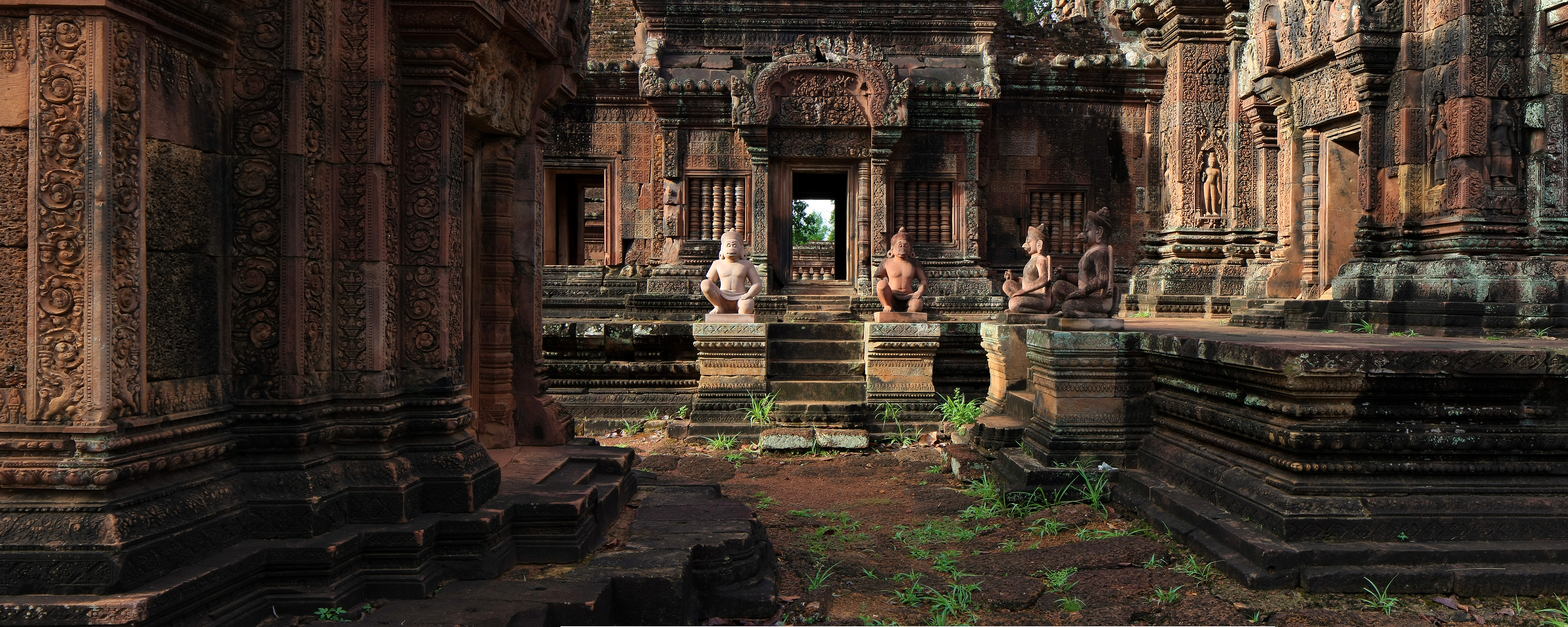
Au centre, gardiens du mandapa, accès au sanctuaire central. À dr. sanctuaire nord, à g. « bibliothèque » nord.

## Description
Ceinturé par des douves extérieures à la seconde enceinte, Banteay Srei se développe sur un espace plat. Son plan d'ensemble a la forme générale d'une longue allée comprise entre deux gopura, puis d'un quadrilatère entouré d'une enceinte, qui contient en son cœur, au delà d'une seconde enceinte - qui contient plusieurs locaux de forme allongée et la troisième enceinte d'environ 25 m de côté. Les trois sanctuaires et les deux « bibliothèques » s'y trouvent.

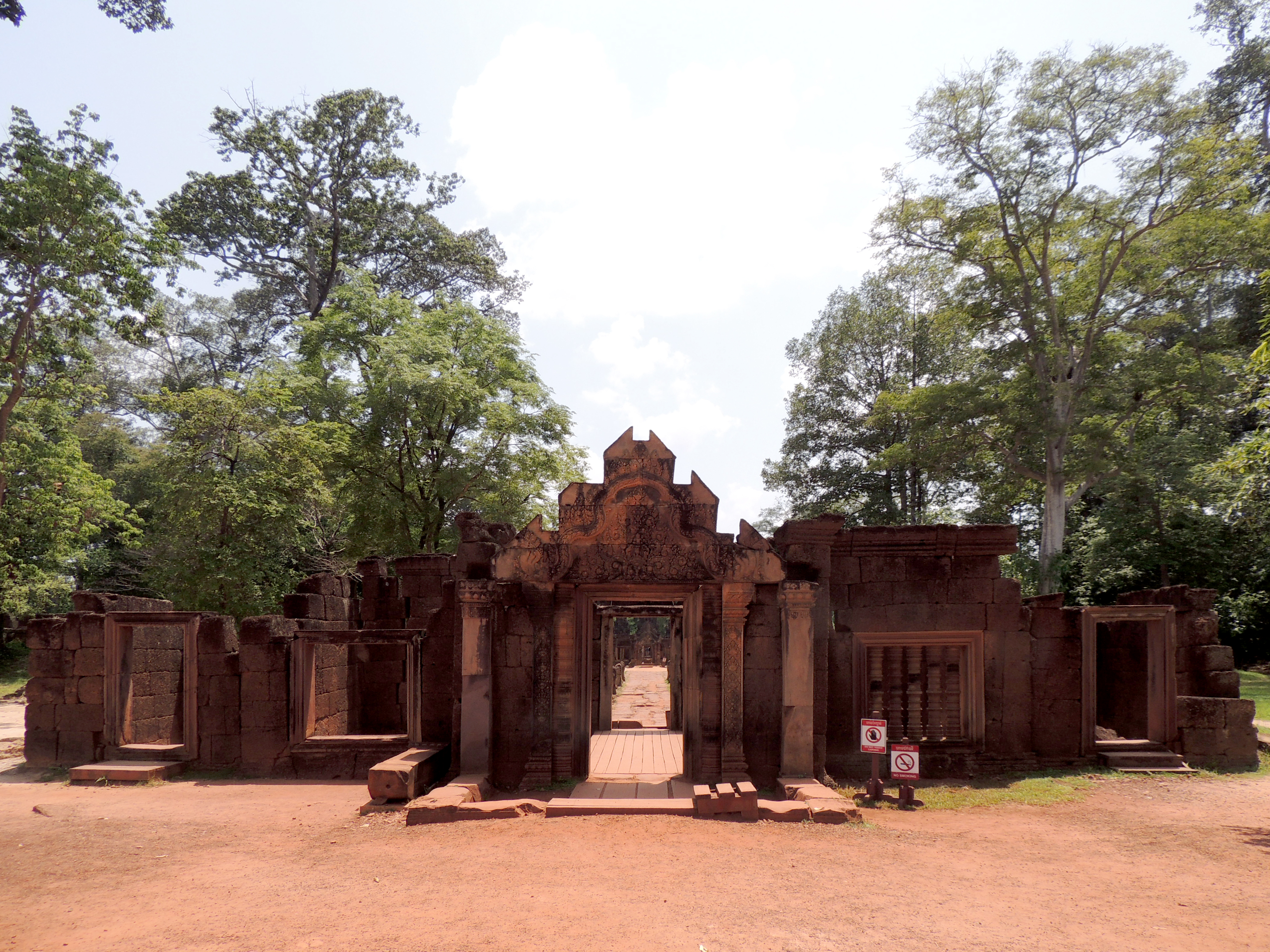
Mur d'entrée d'environ 20 m de large ouvrant sur l'allée centrale.
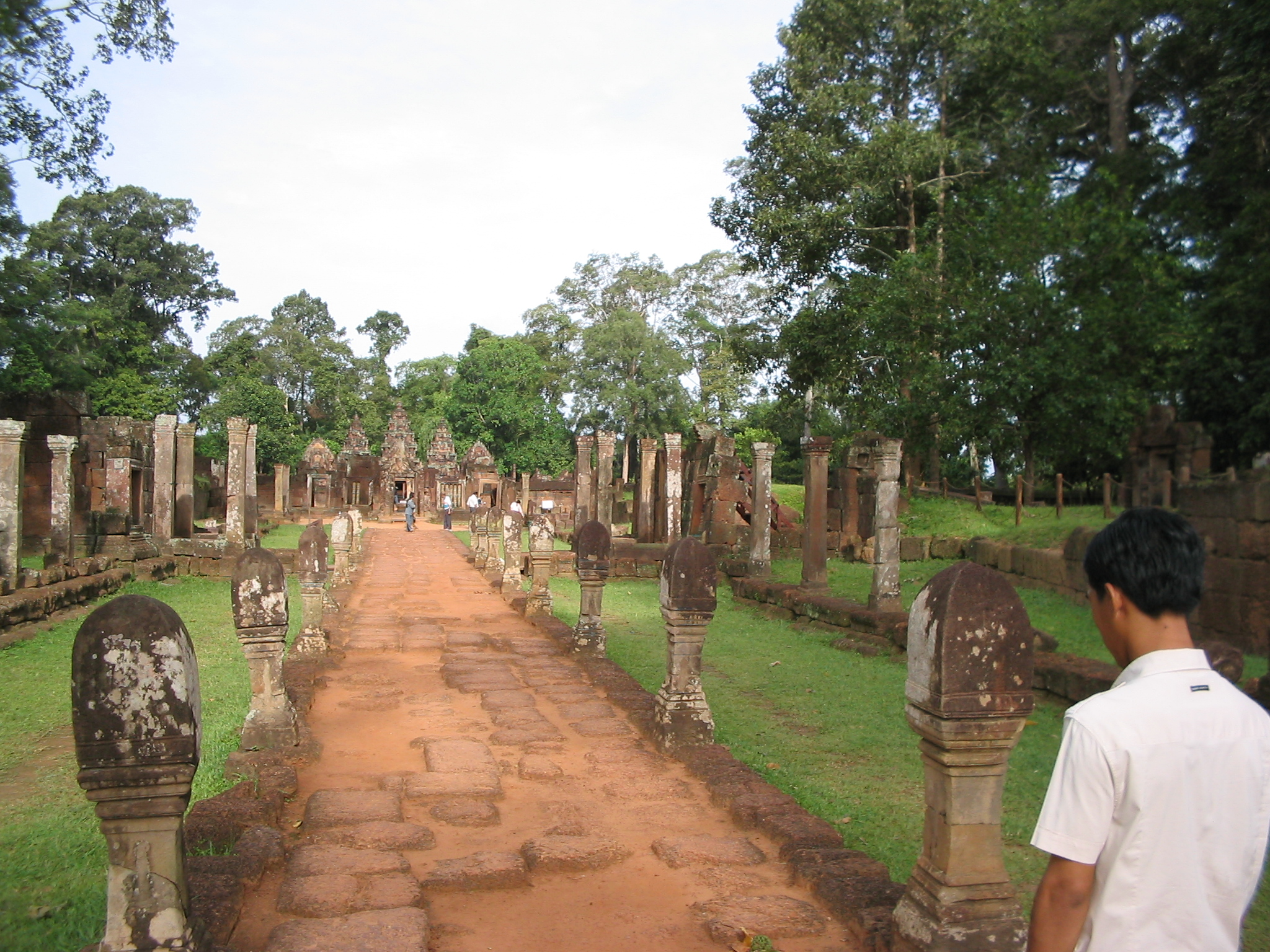
Allée centrale. Gopura de la 3e enceinte.
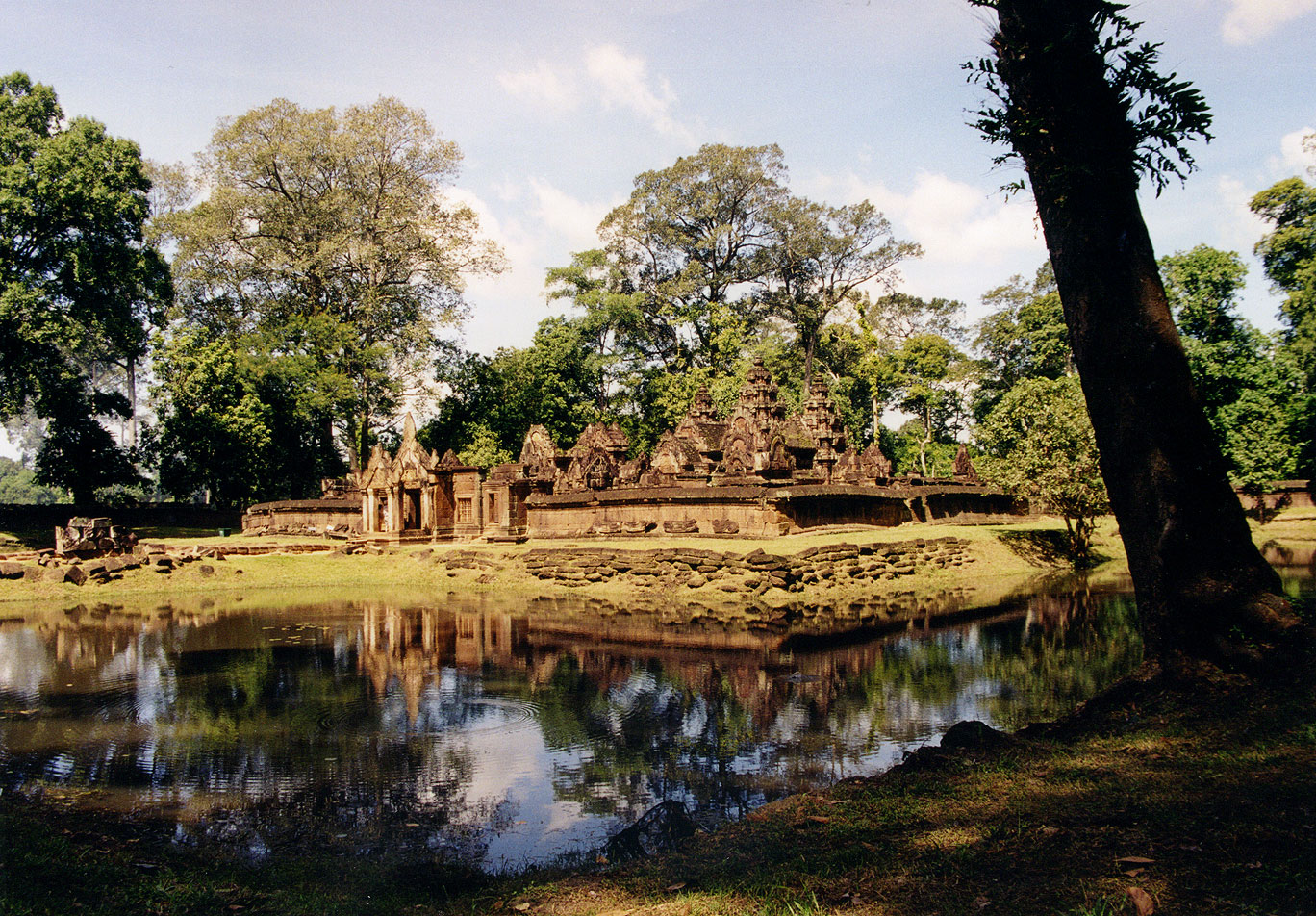
« Douves » entre la 3e et la 2e enceinte.
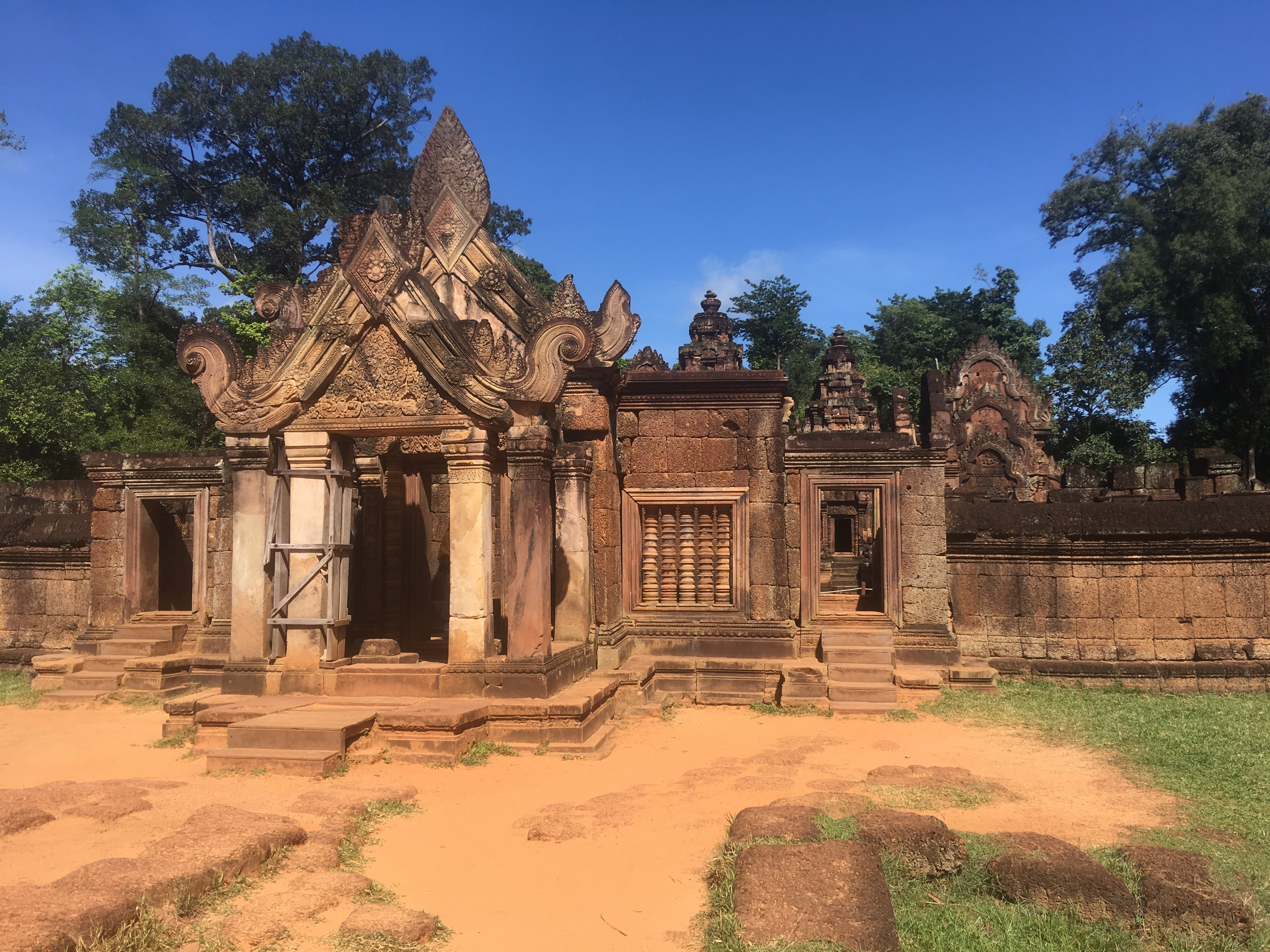
Gopura de la 2e enceinte.

- La troisième enceinte, la plus extérieure, mesure 95 m au plus large sur 110 m de long, pour une hauteur moyenne de 2 m. Le gopura est se compose de deux porches sur piliers, d'une salle centrale cruciforme avec fenêtres et de deux vestibules-passages au nord et au sud, accolés au mur d'enceinte.
- La deuxième enceinte de 38 m de large sur 42 m de long présente des gopuras à l'est et à l'ouest, aux frontons magnifiquement décorés.
- La première enceinte, très dégradée, de 24 m de côté est construite en brique, contrairement aux autres. On la franchit par deux portes situées à l'est et à l'ouest. Cette enceinte contient les « bibliothèques », le sanctuaire central et les sanctuaires annexes.

Les multiples gopuras de ses trois enceintes en briques et latérite, la finesse des sculptures des frontons à scènes, notamment ceux des « bibliothèques » nord et sud, la belle couleur de son grès rose, la qualité exceptionnelle de sa décoration et de ses sculptures, ses proportions réduites évoquant une maquette, font que ce temple est bien un des joyaux de l'art khmer.

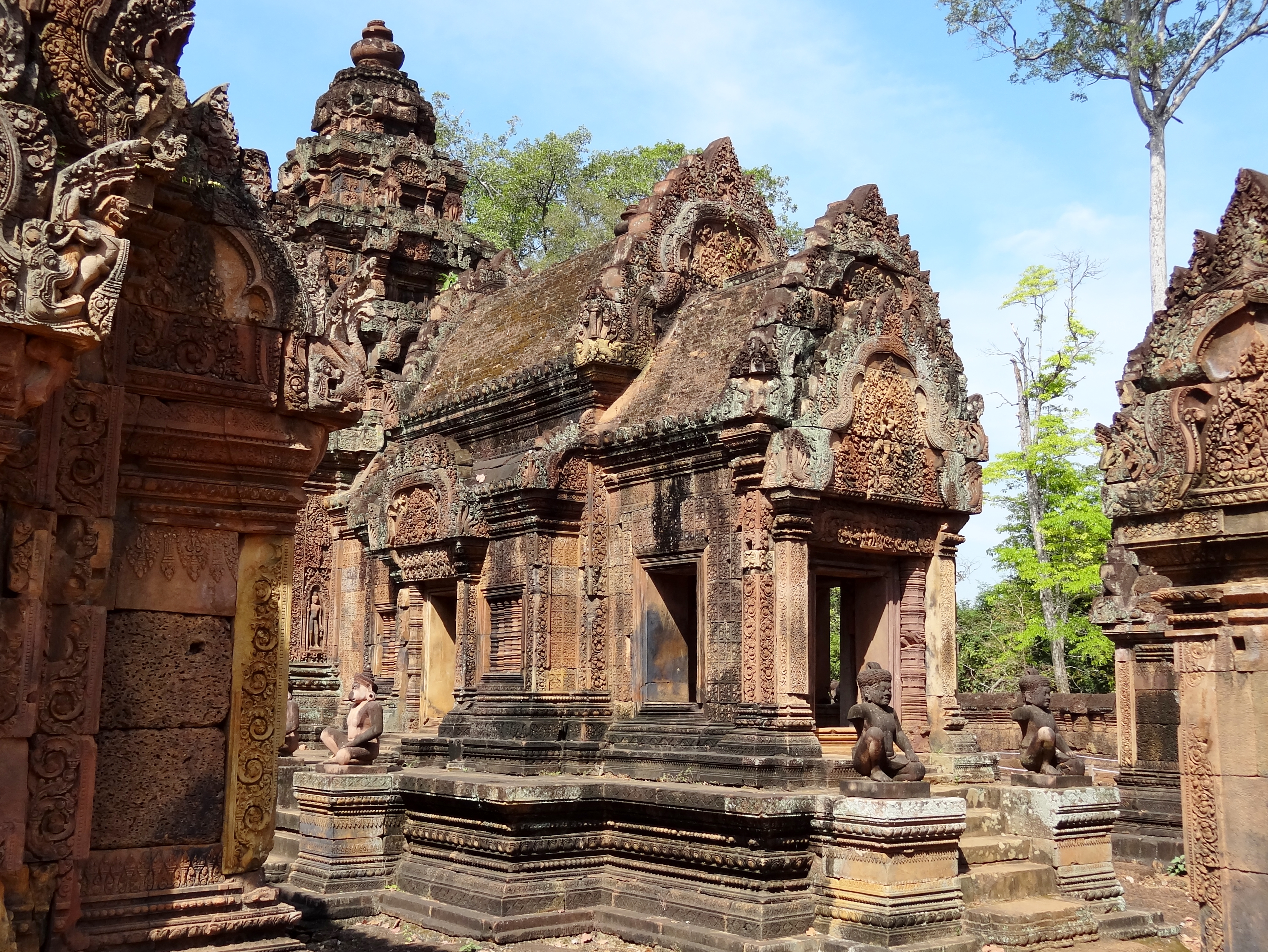
Gardiens du mandapa, accès au sanctuaire central.
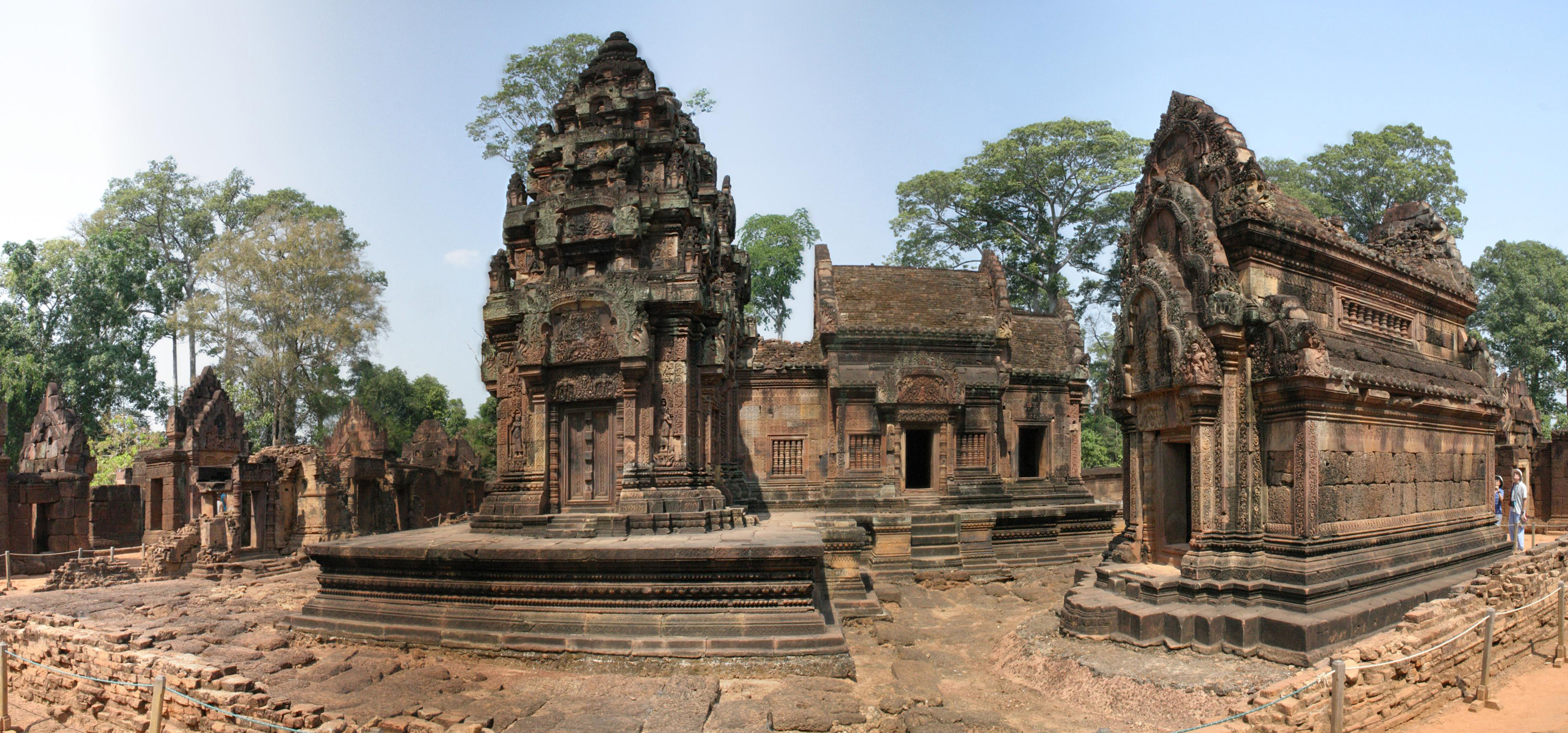
À g. sanctuaire Sud, au centre mandapa, à dr. « bibliothèque » Sud, face Ouest, 2007.
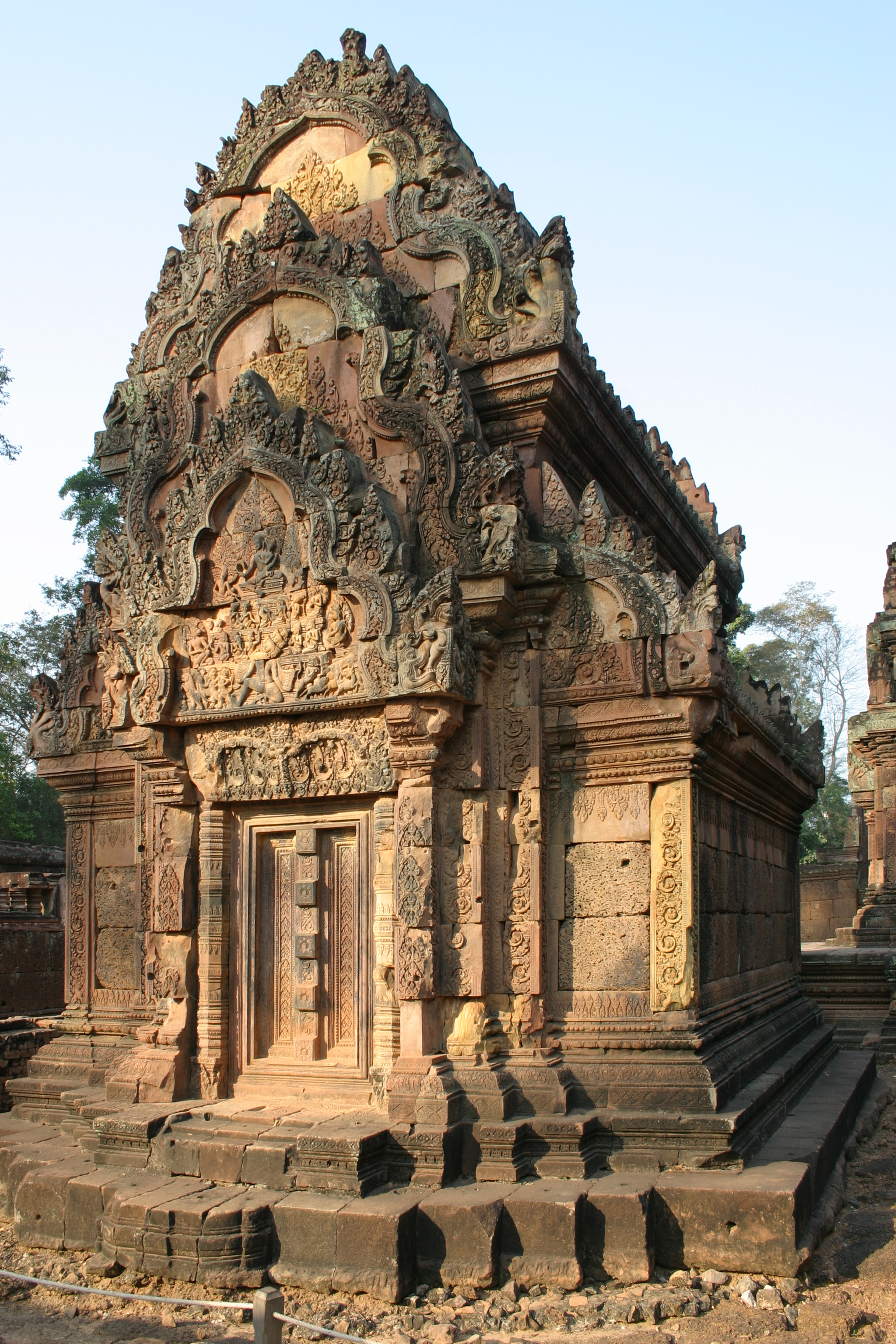
« Bibliothèque » Sud, face Est, 2007.
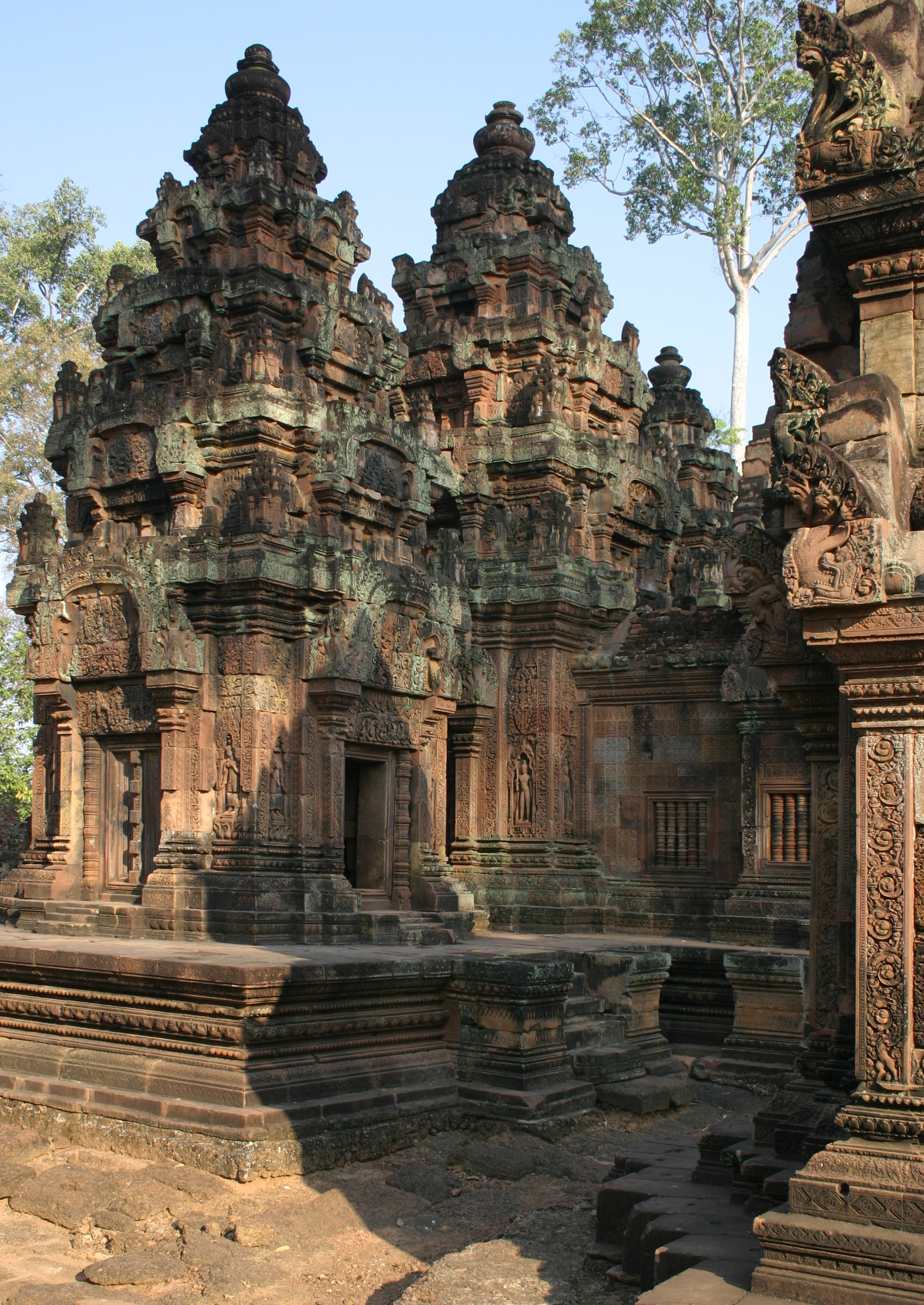
Sanctuaire Sud. Reliefs : dvarapala (divinités gardien-nes), 2007.

Les linteaux, très nombreux, portent des sculptures tirées de la mythologie indienne avec de nombreuses représentations de Vishnu, Indra et autres scènes du Mahabharata et du Ramayana.
Actuellement, devant l'afflux de touristes, il n'est plus possible de visiter le sanctuaire central, du fait de sa petite taille.

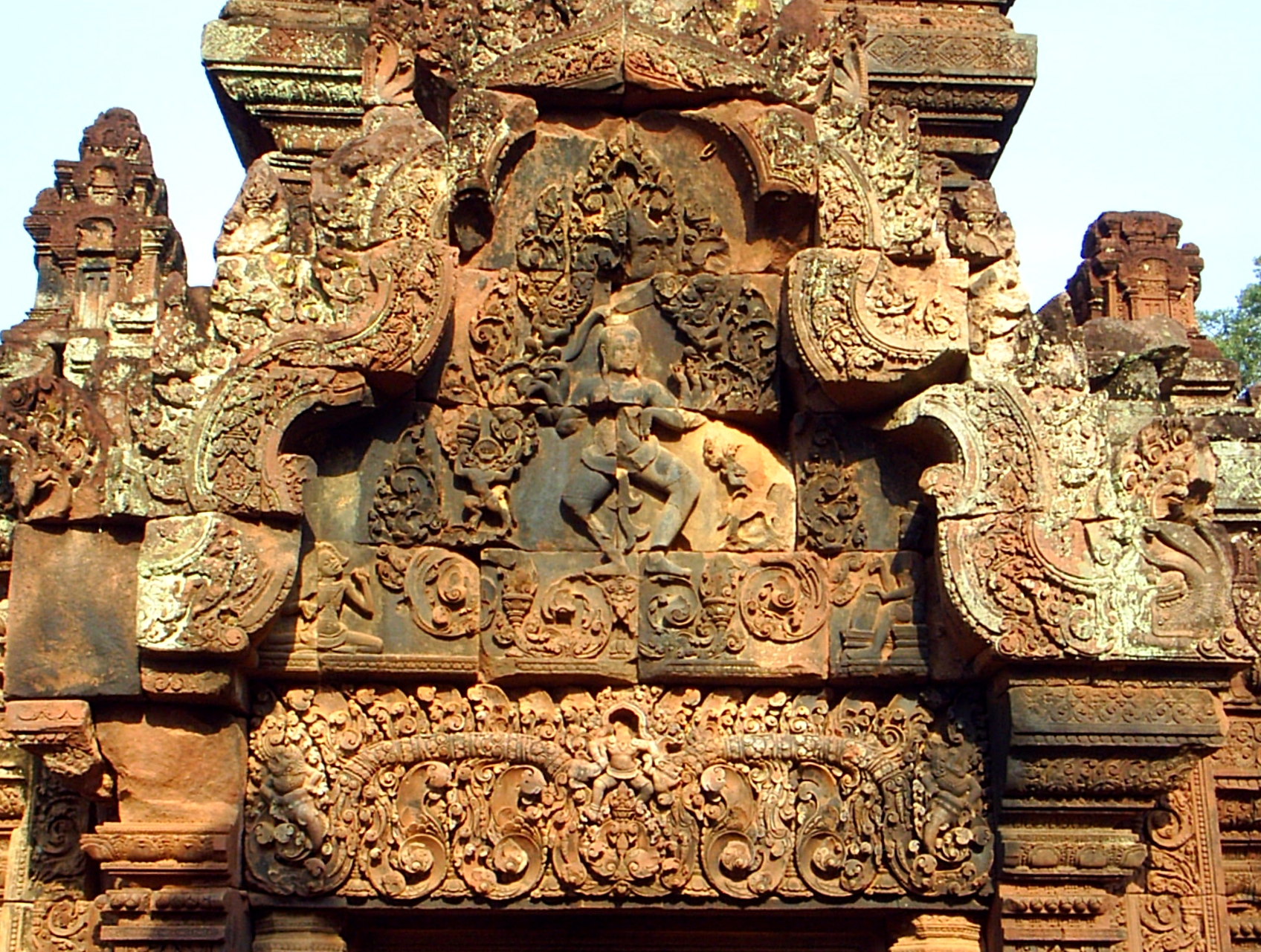
Fronton du gopura Est Shiva Nataraja.
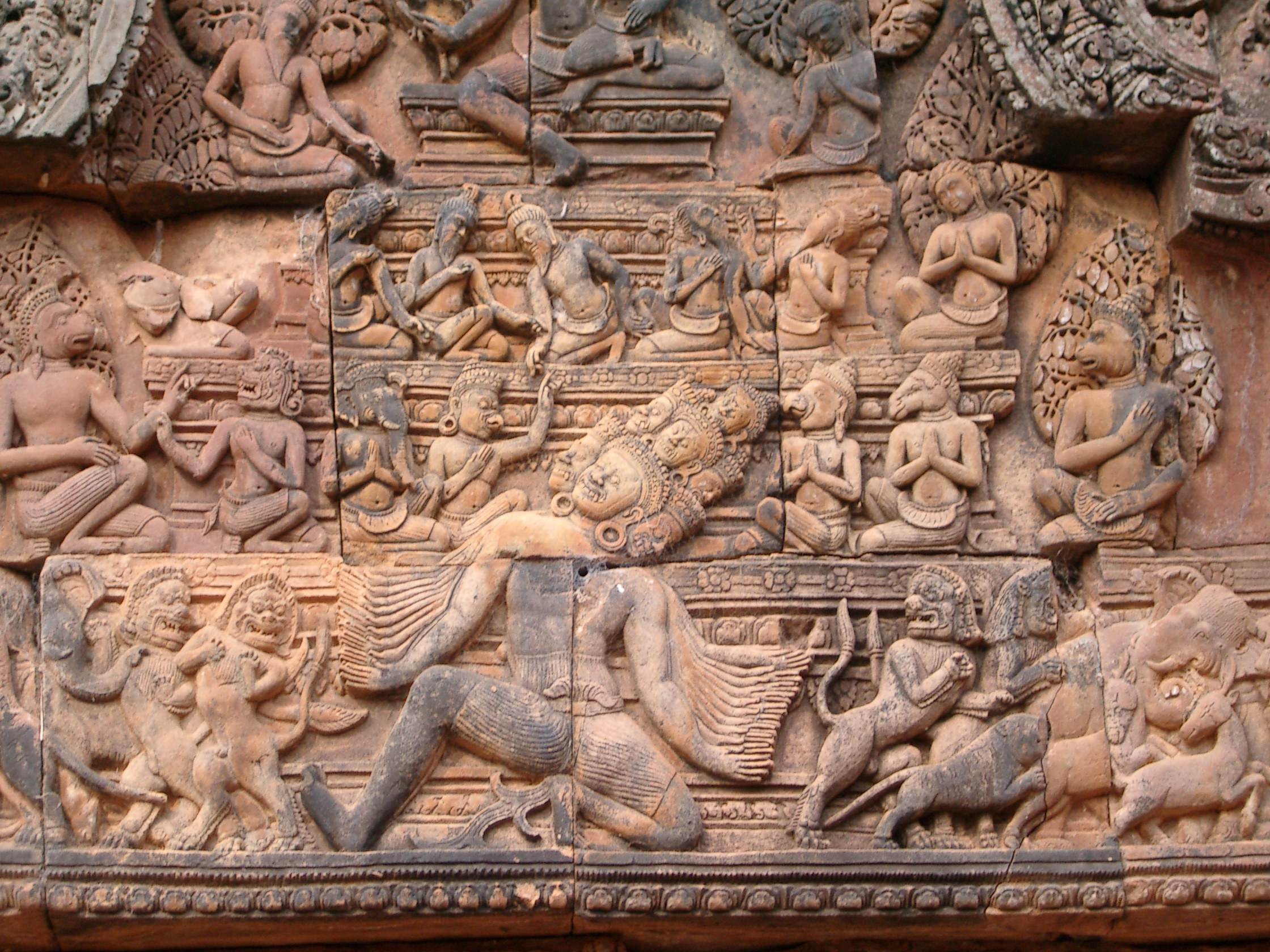
Fronton polylobé de la « bibliothèque » Sud : L'ébranlement du Kailâsa, la montagne sacrée de Shiva, par le démon Râvana.
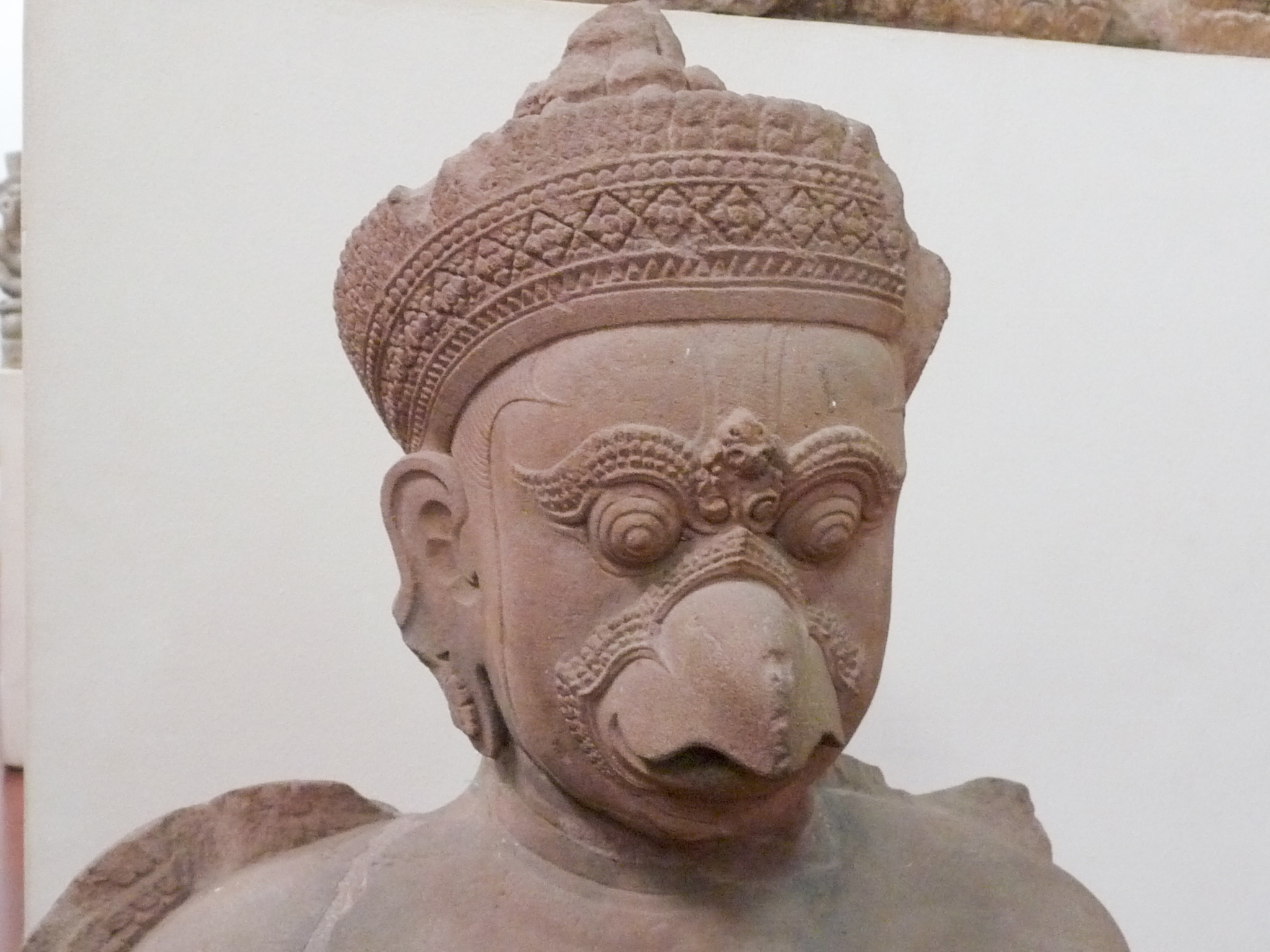
Gardien Garuda[5]. Musée de Phnom Penh.
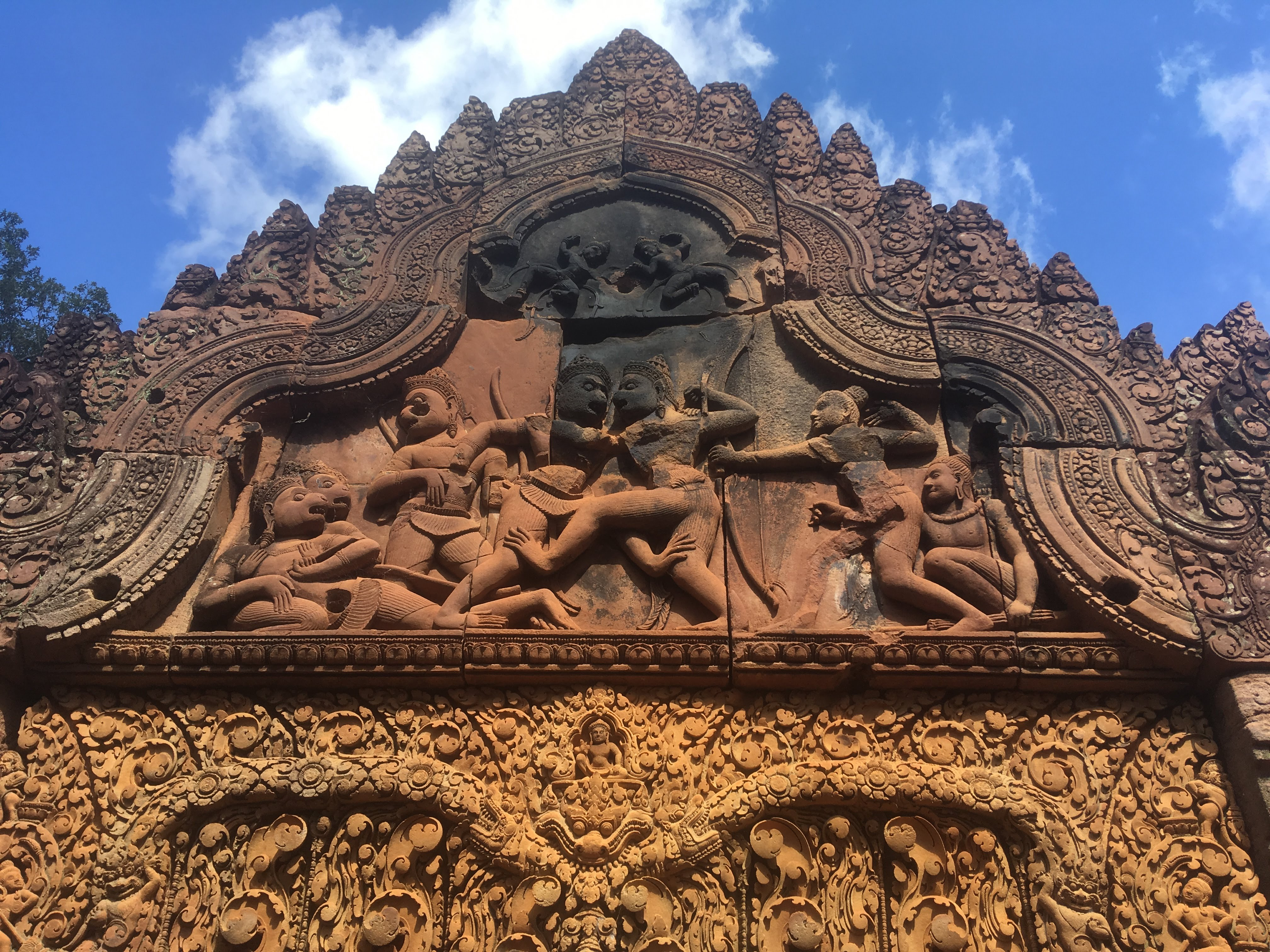
Fronton : Ramayana, lutte des rois des singes, Vālin et Sugrīva, devant Rama et Lakshmana.

La rivière aux mille linga, Kbal Spean, s'écoule à 10 km au nord de Banteay Srei sur les pentes des monts Kulen.